# アリソン・イーストウッド
アリソン・イーストウッド（Alison Eastwood 1972年5月22日 - ）は、アメリカ合衆国の女優、モデル、ファッションデザイナー。父はクリント・イーストウッド、兄はカイル・イーストウッド、異母弟はスコット・イーストウッド。

## 略歴
カリフォルニア州カーメル出身。15日早い早産で生まれた。3歳の時に両親は離婚した。
1980年、7歳の時、父が主演した映画『ブロンコ・ビリー』で映画初出演（クレジットなし）。本格デビューは同じく父が主演した『タイトロープ』。数本の映画で父子共演している。カリフォルニア大学で演劇を学ぶ。パリやアメリカでモデルとしても活動した。
“Eastwood Ranch”というファッションブランドを立ち上げている。
2007年には『レールズ&タイズ』（日本未公開）で映画監督デビューした。

## 主な出演作品
- ブロンコ・ビリー Bronco Billy (1980) クレジットなし
- タイトロープ Tightrope (1984)
- 目撃 Absolute Power (1997)
- 真夜中のサバナ Midnight in the Garden of Good and Evil (1997)
- リトル・セックス Just a Little Harmless Sex (1997) テレビ映画
- ブラックANDホワイト Black & White (1998) 劇場未公開
- ブレックファースト・オブ・チャンピオンズ Breakfast of Champions (1999)
- L.A.大震災 Power Play (2002) 劇場未公開
- Poolhall Junkies (2002) 劇場未公開
- あなたに会いたくて I'll Be Seeing You (2004) テレビ映画
- 宇宙からの侵略者 They Are Among Us (2004) テレビ映画
- アメリカン・プリズン Once Fallen (2010) 劇場未公開
- 運び屋 The Mule (2019)